# Desmond Titterington
Desmond Titterington (1 de maig del 1928, Cultra, prop de Holywood, County Down, Ulster - 13 d'abril del 2002, Dundee, Escòcia) va ser un pilot de curses automobilístiques britànic que va arribar a disputar curses de Fórmula 1. Va debutar a la sisena cursa de la Temporada 1956 de Fórmula 1, la setena temporada de la història, del campionat del món de la Fórmula 1, disputant el 14 de juliol del 1956 el GP de la Gran Bretanya al Circuit de Silverstone. Desmond Titterington va participar en una única cursa puntuable pel campionat de la F1, no aconseguint acabar la cursa i, per tant, no assolí cap punt pel campionat.

## Resultats a la Fórmula 1
| Any  | Equip                 | Xassís    | Motor | 1   | 2   | 3   | 4   | 5   | 6       | 7   | 8   | Posició | Punts |
| ---- | --------------------- | --------- | ----- | --- | --- | --- | --- | --- | ------- | --- | --- | ------- | ----- |
| 1956 | Connaught Engineering | Connaught | Alta  | ARG | MON | 500 | BEL | FRA | GBR Ret | ALE | ITA | -       | 0     |

### Resum
| Curses: | Victòries: | Pòdiums: | Poles: | Voltes ràpides: | Punts: |
| ------- | ---------- | -------- | ------ | --------------- | ------ |
| 1       | 0          | 0        | 0      | 0               | 0      |